# Flughafen Sena Madureira

i7
i11
i13
Der Aeroporto de Sena Madureira (IATA-Code: ZMD) war der Flughafen der brasilianischen Stadt Sena Madureira (Acre). Er lag am östlichen Stadtrand in einer Flussschlinge des Rio Iaco und verfügte über eine etwa 850 m lange Graspiste mit etwa nord-südlicher Ausrichtung.

## Flugbetrieb
Der Flugplatz wurde – damals noch unter dem Code MAQ – mindestens in den 1940er bis Anfang der 1970er Jahre von der brasilianischen Fluggesellschaft Serviços Aéreos Cruzeiro do Sul regelmäßig von Rio Branco aus angeflogen. Da der Ort in den Wintermonaten aufgrund der schlechten Straßen größtenteils isoliert war, stellte der Flughafen eine wichtige Verbindung zur Außenwelt dar.
Ab 1996 wurde mit der Schließung des Flughafens begonnen: Durch den Ausbau der BR-364 stand nun auch im Winter eine Straßenverbindung zur Verfügung, außerdem hatte sich die Nachbarschaft des Flughafens durch Drogenmissbrauch und Prostitution zu einem sozialen Brennpunkt entwickelt. Nachdem 1998 zwei Frauen auf der Piste durch ein landendes Flugzeug ums Leben kamen wurden, wurde der Flughafen endgültig geschlossen.
Am südlichen Ende der ehemaligen Landebahn errichtete die Stadtverwaltung die Modellschule Messias Rodrigues.

## Zwischenfälle
Am 28. September 1971 trat in einer DC-3A-414A der Cruzeiro do Sul ein Triebwerksausfall auf. Die Maschine mit dem Luftfahrzeugkennzeichen PP-CBV war in Sena Madureira mit Ziel Rio Branco gestartet und befand sich noch im Steigflug. Die Piloten versuchten, nach Sena Madureira zurückzukehren und dort zu landen. Bei der in sehr niedriger Höhe erfolgten Platzrunde streifte die rechte Tragfläche Bäume, woraufhin das Flugzeug abstürzte. Keiner der 32 Insassen überlebte.